# Saint-Laurent, Creuse
Saint-Laurent är en kommun i departementet Creuse i regionen Nouvelle-Aquitaine i de centrala delarna av Frankrike. Kommunen ligger i kantonen Guéret-Sud-Est som tillhör arrondissementet Guéret. År 2022 hade Saint-Laurent 678 invånare.

## Befolkningsutveckling
Antalet invånare i kommunen Saint-Laurent
Referens:INSEE